# معايير بوزر
معايير بوزر (بالإنجليزية: Poser criteria)‏ هي معاييرٌ تشخيصية لمرض التصلب المتعدد (MS). حلَّت محلَّ معايير شوماخر القديمة، وحتى هذه المعايير أصبحت قديمة الآن وحلت مكانها معايير ماكدونالد. ومع ذلك، بقيت بعض من هذه المفاهيم المذكورة فيها مستخدمة في الأبحاث عن مرض التصلب المتعدد، مثل التصلب المتعدد المؤكد سريريًا (CDMS) وغالبًا ما تتمُّ مقارنة المعايير الأحدث بها.
تقدم المقالة أيضًا مفاهيم الهجمات، والمعلومات التاريخية، والأدلة السريرية، والأدلة اللاسريرية، والآفة النموذجية لمرض التصلب المتعدد، والهجوع، والآفات المتفرقة، والتأكيد المخبري، التي تعتبر ضرورية لتحقيق المعايير.[بحاجة لمصدر]
تعتبر المعايير أن مرض التصلب المتعدد هو وجود آفات مزيلة للميلانين المنتشرة زمانيًا ومكانيًا، الموجّهة بشكل خاص لإثبات الانتشار. بناءً على ذلك، حدد المؤلفون مجموعة من القواعد التي يمكن أن تسفر عن خمسة تصنيفات: CDMS أو LSDMS أو CPMS أو LSPMS أو noMS. من المعروف أن معايير بوزر لتشخيص الـ التصلب المتعدد المؤكد سريريًا حساس بنسبة 87٪ عند فحص خزعة من جثة 

## التعريفات
حدد بوزر وآخرون عدة مفاهيم.للتشخيص هي:[بحاجة لمصدر]
- الهجمة: حدوث أحد أعراض الخلل الوظيفي العصبي لأكثر من 24 ساعة
- الدليل السريري: خلل عصبي يمكن إثباته بالفحص العصبي
- الدليل اللاسريري: الإثبات بأي اختبار وجود آفة غير سريرية في الجهاز العصبي المركزي

## تصنيفات التشخيص
يمكن أن تسفر المعايير عن خمسة تصنيفات:[بحاجة لمصدر]
1. CDMS – التصلب المتعدد المؤكد سريرياً، يحتاج لحدوث هجمتين وبعض الأعراض السريرية أو الأدلة اللاسريرية لتشخيصه.
2. LSDMS – التصلب المتعدد المؤكد مخبرياً (يحتاج لوجود الشرائط القليلة النسيلة مع أدلة سريرية أو لاسريرية لتشخيصه).
3. CPMS – التصلب المتعدد المشكوك به سريرياً، مع وجود مجموعة شروط أقل صرامة.
4. LSPMS – التصلب المتعدد المشكوك به مخبرياً، تكفي هجمتين ليدخل ضمن هذا التصنيف.
5. No MS – لا يوجد دليل سريرية على الإصابة بالتصلب المتعدد.

## ملخص المتطلبات
أي من التصنيفات الخمسة لها احتمالات فرعية. يظهر الجدول كل واحد منهم:
| تصنيفات التشخيص | المظهر السريري                              | البيانات الإضافية المطلوبة                                                                               |
| --------------- | ------------------------------------------- | --- |
| CDMS            | * هجمتان أو أكثر (الانتكاسات)               | دليلان سريريان دليل سريري واحد وآخر لا سريري                                                             |
| LSDMS           | * هجمة واحدة على الأقل وشرائط قليلة النسيلة | هجمتان ودليل واحد (سريري أو لاسريري) هجمة واحدة ودليلان سريريان هجمة واحدة، دليل سريري واحد وآخر لاسريري |
| CPMS            | * هجمة واحدة على الأقل                      | هجمتان ودليل سريري واحد هجمة واحدة ودليلان سريريان هجمة واحدة، دليل سريري واحد وآخر لاسريري              |
| LSPMS           | * هجمتان                                    | لا داعي للمزيد من الأدلة                                                                                 |

إذا لم يتم تحقيق أي من هذه المتطلبات، فالتشخيص «لا توجد إصابة»، مما يعني أنه لا يوجد دليل سريري كافٍ لدعم تشخيص الإصابة بالتصلب المتعدد.

## الحساسية والنوعية
في البداية، تم الإعلان أن معايير بوزر لـ CDMS حساسة بنسبة 87 ٪ عند فحص خزعات مأخوذة من جثث. تم نشر معايير بوزر في عام 1983 وزادت حساسيتها بمرور الوقت. على سبيل المثال، في عام 1988، تم الإعلان أن حساسيتها 94٪ مقابل تحليل ما بعد الوفاة  على أية حال، في البداية، كانت الحساسية منخفضة اعتمادا على التعريف المرضي للتصلب المتعدد لأن حوالي 25٪ من حالات التصلب المتعدد هي حالات صامتة للتصلب المتعدد.
يجب اعتبار وجود آفتين مزيلتين للميلانين منتشرتين مشخص لمرض التصلب المتعدد حتى لو كانت صامتة. لذلك، أهملت معايير بوزر.[بحاجة لمصدر]

## توسيع المفاهيم
نظرًا لما تم تحقيقه من تقدم في فهم الآلية المرضية لمرض التصلب المتعدد، فقد تم إدخال المفاهيم (ما قبل سريري وما تحت سريري و CIS)، جنبًا إلى جنب مع تصنيف Poser الأصلي.[بحاجة لمصدر]
أول مظهر من مظاهر التصلب المتعدد ما يسمى بالمتلازمة المعزولة سريريًا، أو CIS، وهي أول هجمة معزولة. لا تسمح معايير Poser للأطباء بتشخيص التصلب المتعدد إلا في حال حدوث هجمتين. لذلك، فإن مفهوم «التصلب المتعدد السريري»، بالنسبة لمرض التصلب المتعدد الذي يمكن تشخيصه يكون أحيانًا قويًا للغاية لأنه حتى يتم تحديد تشخيص التصلب المتعدد، لا يمكن لأحد أن يعرف ما إذا كان المرض الذي يتعامل معه هو مرض التصلب العصبي المتعدد.[بحاجة لمصدر]
أحيانًا يتم كشف بعض حالات التصلب المتعدد أثناء فحص عصبي آخر ويشار إليها باسم «التصلب المتعدد التحت سريري». يشير مصطلح «التصلب المتعدد الما قبل سريري» إلى الحالات بعد المتلازمة السريرية المعزولة ولكن قبل الهجمة الثانية المؤكدة. بعد هجمة الثانية المؤكدة، يشار إلى الحالة باسم CDMS (التصلب المتعدد المؤكد سريريًا).